# Натіна Рід
Натіна Рід (англ. Natina Reed 28 жовтня 1980, Нью-Йорк — 27 жовтня 2012, Атланта) — американська актриса, співачка, авторка пісень і композиторка .

## Біографія
Натіна Рід народилася 28 жовтня 1980 року у Нью-Йорку (США).
Акторська і музична кар'єри Натіни розпочалися з 1999 року .
У 2001—2003 роках Натіна перебувала у фактичному шлюбі з музикантом Kurupt (народ. 1972 року), від якого народила свою єдину дитину — сина Трена Брауна (народ. 2002 року).
Загинула за два дні до свого 32-річчя, 26 жовтня 2012 року, у дорожньо-транспортній пригоді. Була збита машиною під час розмови по телефону, коли переходила вулицю.